# Cimatica
Il termine cimatica designa una teoria pseudoscientifica, dovuta allo studioso svizzero Hans Jenny, che tenta di dimostrare un effetto morfogenetico delle onde sonore. Il nome cimatica è stato coniato dallo stesso Hans Jenny, e deriva dal greco kymatika (κυματικά) che significa “studio riguardante le onde” (da kyma (κΰμα) che significa “onda, flutto”).

## Gli studi scientifici di Ernst Chladni

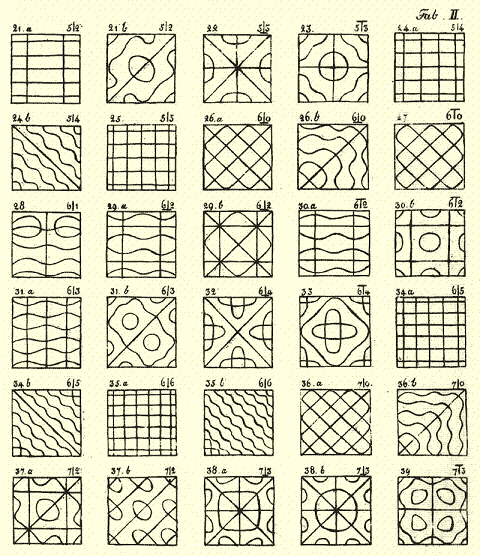
Tabella rappresentante alcune figure di Chladni.

Il musicista e fisico tedesco Ernst Chladni osservò nel XVIII secolo che i modi di vibrazione di una membrana, o di una lastra, possono essere visualizzati cospargendo la superficie vibrante con polvere sottile (ad esempio polvere di licopodio, o anche semplice farina o sabbia fine). La polvere, infatti, si sposta per effetto della vibrazione e si accumula progressivamente nei punti della superficie in cui la vibrazione è nulla. Nel caso di una vibrazione stazionaria, questi punti formano un reticolo di linee, dette linee nodali del modo di vibrazione. I modi normali di vibrazione, e il reticolo di linee nodali associato a ciascuno di questi, sono completamente determinati (per una superficie con caratteristiche meccaniche omogenee) dalla forma geometrica della superficie e dal modo in cui la superficie è vincolata. Sollecitando in modi diversi la vibrazione della superficie si eccitano modi normali differenti, e quindi si osservano di volta in volta solo alcuni degli infiniti reticoli nodali propri del corpo vibrante. Esperimenti di questo tipo, eseguiti in precedenza da Galileo Galilei verso il 1630, da Robert Hooke nel 1680 e dal gesuita Louis Bertrand Castel che nel 1725 progettò uno strumento, chiamato clavicembalo oculare, che produceva contemporaneamente suoni e colori.
Questi esperimenti furono successivamente perfezionati da Chladni, che li presentò sistematicamente nel 1787 in Entdeckungen ùber die Theorie des Klanges (Scoperte sulla teoria dei suoni). Questo fornì un importante contributo alla comprensione dei fenomeni acustici e del funzionamento degli strumenti musicali. Le figure così ottenute (con l'ausilio di un archetto di violino che sfregava perpendicolarmente lungo il bordo di lastre lisce ricoperte di sabbia fine) sono tuttora designate con il nome di "figure di Chladni".

## L'opera di Hans Jenny
Nel 1967 il medico svizzero Hans Jenny, seguace delle dottrine antroposofiche di Rudolf Steiner, ha pubblicato il primo di due volumi intitolati Kymatic, nel quale - traendo ispirazione dalle esperienze di Chladni -  ha sostenuto l'esistenza di un sottile potere attraverso il quale il suono struttura la materia. Nei suoi esperimenti egli poneva sabbia, polvere e fluidi su un piatto metallico collegato ad un oscillatore che produceva un ampio spettro di frequenze. La sabbia o le altre sostanze si organizzavano in diverse strutture caratterizzate da forme geometriche tipiche della frequenza della vibrazione emessa dall'oscillatore.
Secondo Jenny queste strutture, che ricordano i maṇḍala o altre forme ricorrenti in natura, sarebbero la manifestazione della forza invisibile del campo vibrazionale ed ogni forma conterrebbe le informazioni sulle vibrazioni che l'hanno generata.
Hans Jenny fu particolarmente impressionato da un'osservazione: imponendo una vocalizzazione in antico sanscrito come l'Oṃ (conosciuto dagli induisti e buddhisti come il suono della creazione e corrispondente al Verbo, al Logos della Bibbia occidentale) la polvere di licopodio rispondeva alle vibrazioni sonore generando un cerchio con un punto centrale, simbolo con il quale antiche popolazioni indiane rappresentavano lo stesso mantra Oṃ (Aum). Nell'antica Grecia già affermavano che la geometria "è musica solidificata".
In effetti, per una lastra di forma circolare, appoggiata nel centro (oppure al bordo, o comunque in un insieme di punti dotato di simmetria centrale), i reticoli nodali dei modi di vibrazione presentano tutti una qualche simmetria centrale: quindi l'osservazione di Jenny è perfettamente coerente con proprietà matematiche ben note. Dal punto di vista fisico-matematico, tuttavia, la forma dei reticoli nodali è predeterminata dalla forma del corpo posto in vibrazione (nel caso di onde acustiche in un gas, dalla forma della cavità in cui il gas è contenuto). L'onda sonora incidente, pertanto, non influenza affatto la forma del corpo vibrante né la forma dei reticoli nodali: l'unica cosa che cambia per effetto della vibrazione è la disposizione della sabbia di cui il corpo è stato cosparso. L'immagine formata dalla sabbia, a sua volta, è influenzata dallo spettro di frequenze della vibrazione incidente solo in quanto ogni modo di vibrazione è caratterizzato da una specifica frequenza: pertanto, dallo spettro del segnale che eccita la vibrazione dipende quali reticoli nodali siano effettivamente visualizzati.
I fenomeni fisici coinvolti nella formazione delle figure di Chladni, oltre a trovare una spiegazione nella fisica classica, aprono alla ricerca (propria di alcuni indirizzi della spiritualità New Age) di analogie fra intuizioni filosofico-religiose e aspetti della fisica moderna, individuando paralleli fra i fenomeni descritti dalla cimatica, la formulazione ondulatoria della meccanica quantistica, e i fenomeni che portano alla formazione di strutture frattali.
Gli apparati sviluppati dai cultori della cimatica per la visualizzazione dei reticoli nodali hanno ispirato opere nel campo delle arti visive e della musica contemporanea.